# Щепанкі (Бродницький повіт)
Щепанкі (пол. Szczepanki, нім. Dietrichsdorf) — село в Польщі, у гміні Яблоново-Поморське Бродницького повіту Куявсько-Поморського воєводства.
Населення — 354 особи (2011).
У 1975-1998 роках село належало до Торунського воєводства.

## Демографія
Демографічна структура станом на 31 березня 2011 року:
|          | Загалом | Допрацездатний вік | Працездатний вік | Постпрацездатний вік |
| -------- | ------- | ------------------ | ---------------- | -------------------- |
| Чоловіки | 177     | 39                 | 119              | 19                   |
| Жінки    | 177     | 39                 | 96               | 42                   |
| Разом    | 354     | 78                 | 215              | 61                   |